# Iglesia de San Bartolomé (Campisábalos)
La iglesia de San Bartolomé es un templo católico situado en la localidad de Campisábalos (Guadalajara, España), en la vertiente sur de la sierra de Pela.

## Historia
Campisábalos, en tiempos de la Reconquista fue incorporado a la comunidad de villa y tierra de Atienza y posteriormente perteneció a la familia de los Mendoza.

## Descripción
De estilo románico rural del siglo XIII, su planta es rectangular con nave única (2) de un tramo, rematada por amplio presbiterio (3) con tramo recto, ábside semicircular reforzado en el exterior con dos semicolumnas adosadas que alcanzan la cubierta haciendo las veces de contrafuerte y torre (6) adosada en el lado este de la fachada sur.
El acceso al templo se efectúa por el pórtico (1) abocinado de 5 arquivoltas, formando un cuerpo saliente en la fachada sur y el vano de la galería porticada (7) de cuatro arcos situada entre la capilla de San Galindo y la torre, parte de ella fue derribada cuando se adosó la torre. La portada es similar a las de la capilla de San Galindo y la iglesia de San Pedro de Villacadima.
En el tramo occidental de la fachada sur se encuentra adosada la capilla de San Galindo (7) o del Caballero Galindo. En su muro exterior encontramos lo que distingue a esta iglesia especialmente: el mensario, calendario agrícola que, pese a su estado de conservación, tiene una importancia crucial como testimonio de una época y su relación con el tiempo, siendo uno de los pocos que se conservan en relieve.
En reformas siglo XVII se adosó la sacristía (4) en la fachada norte tramo este.
En el pie de la nave, bajo el coro (5) se conserva una pila bautismal románica.
Debido a la proximidad geográfica, por estar en la misma zona de influencia y similitud de estilos de los canecillos del ábside, en Enciclopedia Digital del Románico se asocia este templo a un taller similar en las iglesias de San Pedro de Caracena (Soria), con escenas cinegéticas, y de la Anunciación de Alpanseque, en el pórtico de la iglesia de Santa María de Tiermes y en un relieve de la iglesia de Santa María del Rey de Atienza.
Fue realizada en sillar, excepto la fachada norte en la que utilizó sillarejo.

## Planta
|  | Leyenda de la imagen 1. Pórtico Sur; acceso al templo. 2. Nave. 3. Presbiterio, Altar Mayor y Ábside. 4. Sacristía. 5. Coro. 6. Torre. 7. Galería porticada. 8. Capilla del caballero Galindo. 9. Signos lapidarios. |

## Marcas de cantero
Se han identificado un total de 30 marcas de 12 tipos diferentes situadas en el interior y exterior del templo, que se distribuyen de la siguiente forma:

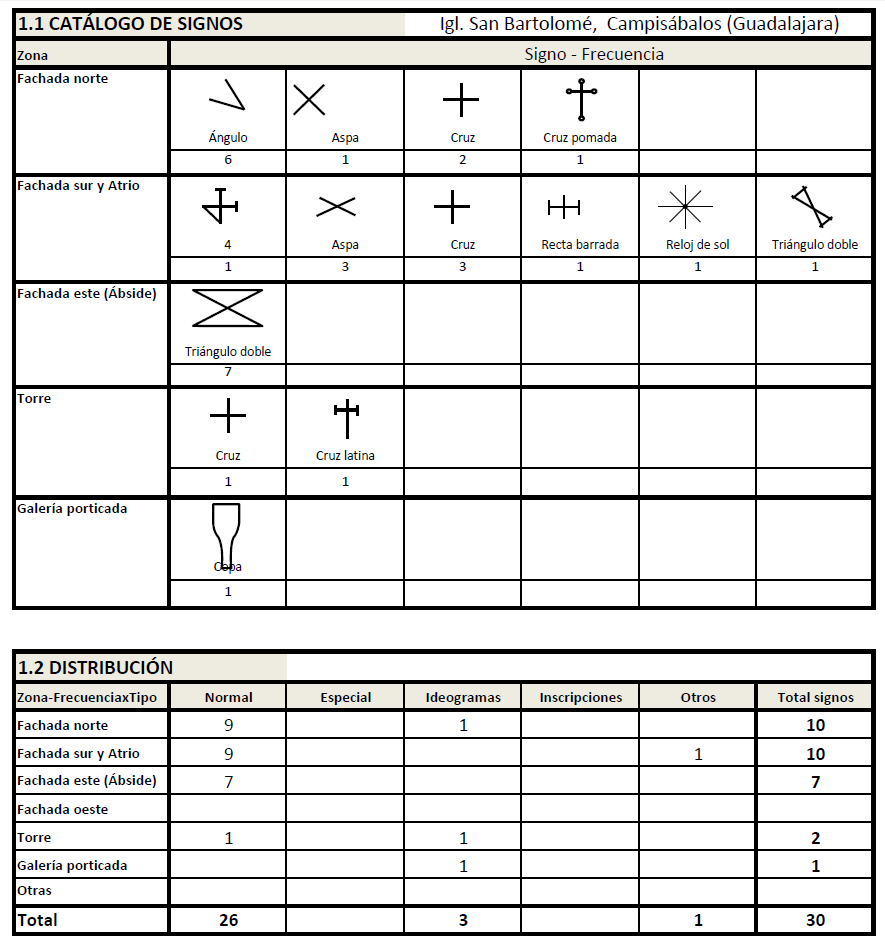
Catálogo de Signos lapidarios de la igl. de San Bartolomé. Ver Planta (9).

- Wikimedia Commons alberga una categoría multimedia sobre Marcas de cantero en la iglesia de San Bartolomé.